# El Achotal, Mexiko
El Achotal är en ort i Mexiko.   Den ligger i kommunen Atoyac de Álvarez och delstaten Guerrero, i den södra delen av landet, 270 km söder om huvudstaden Mexico City. El Achotal ligger 538 meter över havet och antalet invånare är 122.
Terrängen runt El Achotal är huvudsakligen kuperad. El Achotal ligger nere i en dal. Runt El Achotal är det ganska glesbefolkat, med 30 invånare per kvadratkilometer. Närmaste större samhälle är Atoyac de Álvarez, 16,7 km väster om El Achotal. I omgivningarna runt El Achotal växer huvudsakligen savannskog.